# Critoniopsis meridensis
Critoniopsis meridensis là một loài thực vật có hoa trong họ Cúc. Loài này được (V.M.Badillo) V.M.Badillo mô tả khoa học đầu tiên năm 1983.